# Зайцев Пантелеймон Олександрович
Пантелеймон Олександрович Зайцев (15 (27) липня 1898 року, хутір Альошинський, Дроздовицька волость, Городнянський повіт, Чернігівська губернія  - 1 березня 1944, Ленінград) - радянський військовий діяч, генерал-майор (4 червня 1940 року).

## Початкова біографія
Пантелеймон Олександрович Зайцев народився 15 (27) липня 1898 року на хуторі Альошинський Дроздовицькій волості Городнянського повіту Чернігівської губернії (нині Городнянського району Чернігівської області).

## Військова служба

### Перша світова та російська громадянська війни
У 1916 році був призваний до лав Російської імператорської армії та направлений на навчання до Житомирської школи прапорщиків, після закінчення якої у 1917 році був направлений у чині прапорщика до Білозерського 13-го піхотного полку і брав участь у бойових діях на Південно-Західному. фронті, перебуваючи посаді полуротного командира.
У грудні 1918 року був мобілізований до лав Білої армії, однак у лютому 1919 року перейшов на бік РСЧА.
Воював у складі 81-го стрілецького полку (9-а стрілецька дивізія, Південний фронт ) на посадах помічника начальника та начальника господарської команди полку, завідувача господарства полку, командира взводу продовольчого транспорту дивізії та командира роти.

### Міжвоєнний час
У червні 1921 року був призначений на посаду командира роти 287-го стрілецького полку (33-а стрілецька дивізія ), а з червня 1922 року служив у 97-му стрілецькому полку на посадах командира роти, помічника командира та командира батальйону. Брав участь у бойових діях проти повстанців на території Оренбурзької губернії.
У листопаді 1929 року був направлений на навчання на Стрілково-тактичні курси «Постріл», після закінчення яких у червні 1930 року повернувся на посаду командира батальйону 97-го стрілецького полку (33-а стрілецька дивізія). З грудня 1930 року виконував посаду викладача Ленінградської школи перепідготовки комскладу запасу Ленінградського військового округу.
У березні 1932 року Зайцев був призначений на посаду начальника штабу 166-го стрілецького полку (56-а стрілецька дивізія), у червні 1936 року - на посаду командира і комісара 33-го стрілецького полку (11-а стрілецька дивізія ), у листопаді 1937 року - на посаду начальника штабу 70-ї стрілецької дивізії, а в жовтні 1938 року - на посаду командира 90-ї стрілецької дивізії. 

### Друга світова війна
Під час радянсько-фінської війни на чолі 90-ї стрілецької дивізії брав участь у бойових діях з прориву лінії Маннергейма. У травні 1940 Зайцев був призначений на посаду командира 50-го стрілецького корпусу, а в серпні того ж року - на посаду помічника командувача військами Ленінградського військового округу по укріплених районах.
З початком війни Зайцев керував будівництвом оборонних рубежів навколо Ленінграда, а у вересні 1941 року був призначений на посаду командира 5-ї дивізії народного ополчення, яка 24 вересня того ж року була перетворена на 13-ту стрілецьку дивізію, яка утримувала Пулковські висоти.
У листопаді був призначений на посаду командира 168-ї стрілецької дивізії (8-а армія, Ленінградський фронт), яка вела оборонні бойові дії на лівому березі Неви в районі Московської Дубровки. Спроби дивізії в листопаді опанувати населений пункт Піски не мали успіху через відсутність повної взаємодії між військами. У грудні через великі втрати дивізія була виведена на правий берег Неви для поповнення.
У січні 1942 року генерал-майор Зайцев був призначений на посаду заступника командувача 55-ї армії, що вела бойові дії на південних підступах до Ленінграда, в березні - на посаду командувача оперативної групою 7-ї окремої армії, а в червні 1943 року - на посаду командира 4-го стрілецького корпусу, який вів оборонні бойові дії по річці Свір.
6 грудня 1943 був призначений на посаду командира 122-го стрілецького корпусу, який брав участь у бойових діях під час Ленінградсько-Новгородської наступальної операції, в ході якої захопив Ропшу і Кінгісепп, тим самим вийшовши до річки Луга.
1 березня 1944 року на плацдармі за річкою Нарвою генерал-майор Пантелеймон Олександрович Зайцев був тяжко поранений і по дорозі до шпиталю помер. Похований з військовими почестями в Ленінграді на Комуністичному майданчику (нині Козачий цвинтар Олександро-Невської лаври).

## Військові звання
- Майор (17 лютого 1936 року);
- Полковник (17 лютого 1938 року);
- Комбриг (4 листопада 1939 року);
- Комдив (9 травня 1940 року);
- Генерал-майор (4 червня 1940 року).

## Нагороди
- Два ордени Червоного Прапора;
- Орден Суворова 2-го ступеня (21.02.1944);
- Ювілейна медаль «XX років Робітничо-Селянської Червоної Армії» (22.02.1938);
- Медаль "За оборону Ленінграда"[4].

## Пам'ять
На згадку про Пантелеймона Олександровича Зайцева названо вулицю Зайцева (Кіровський район, Санкт-Петербург) та селище Зайцеве (Виборзький район Ленінградська область), а також встановлено меморіальну дошку на вулиці Зайцева.